# Сампсикерам II
Сампсикерам II (др.-греч. Σαμψικέραμος лат. Sampsiceramus), также Сампсигерам (Σαμψιγέραμος, Sampsigeramus) и Самсигерам (Σαμσιγέραμος, Samsigeramus; ум. после 42) — царь Эмесы (14? — после 42).
По-видимому, преемник Ямвлиха II. Самое раннее упоминание о нём обнаружено в 1930 в арамейской надписи из Пальмиры, относящейся к событиям восточной миссии Германика (17—19 годы). Там он по-восточному титулован «верховным царем, владыкой, первым из царей Сирии». В надписи из Баальбека именуется «великим царем» (regis magni Samsigetami), однако, о его правлении мало что известно. Вероятно, сопровождал Германика в поездке на Восток, в результате которой был заключен новый договор с парфянами, а Пальмира вошла в состав Сирии. Сампсикерам пользовался в Пальмире большим влиянием, не только из-за этнической и религиозной общности, но и потому, что через его владения проходил торговый маршрут, связывавший этот город со Средиземным морем.
Рассказ Иосифа Флавия представляет Сампсикерама полноправным членом «Восточной династической сети». В 42 году Ирод Агриппа I созвал на встречу в Тивериаде царей крупнейших клиентских государств Востока. Присутствовали Антиох III Коммагенский, Сампсикерам, Полемон II, царь Понта, Котис, царь Малой Армении, и Ирод Халкидский. О чём они договаривались с Иродом Агриппой, неизвестно, но прибывший в Сирию новый наместник Гай Вибий Марс заподозрил неладное, посчитав, что «столь тесное общение нескольких правителей между собой не может быть особенно полезным для римских интересов», и настойчиво порекомендовал каждому вернуться в своё царство. Этот случай наглядно продемонстрировал, насколько реальным было величие зависимых от Рима царей.
На основании надписи вольноотпущенника Сампсикерама Гая Юлия Глага, найденной на Лабиканской дороге, делается предположение о том, что царь Эмесы имел римское гражданство.
Сампсикерам был женат на Иотапе (III), дочери Митридата III Коммагенского. Известны двое его сыновей: Азиз и Соэм, и дочь Иотапа (IV), жена Аристобула Младшего, внука Ирода Великого. Возможно, дочерью или внучкой Сампсикерама была Юлия Мамея.